# كادي (لاعب كرة قدم)
كادي هو لاعب كرة قدم برازيلي في مركز الوسط، ولد في 2 مايو 1996 في كوريتيبا في البرازيل. لعب مع نادي قره باغ ونادي كوريتيبا.

## وصلات خارجية
- كادي (لاعب كرة قدم) على موقع قاعدة بيانات كرة القدم.إي يو (الإنجليزية)
- كادي (لاعب كرة قدم) على موقع Soccerway.com (الإنجليزية)
- كادي (لاعب كرة قدم) على موقع عالم كرة القدم.نت (الإنجليزية)